# استحواذ (تجارة)
الاستحواذ في علم الاقتصاد والتجارة والأعمال هو السيطرة المالية والإدارية لإحدى الشركات على النشاط التجاري لشركة أخرى بشراء الأسهم كاملة أو جزء كبير منها، بحيث تصبح مخولة قانونياً بتعيين مجلس إدارة في الشركة المستحوذ عليها، مما يعني التبعية الإدارية والمالية للشركة الأم. يمكن أن تكون النية من الاستحواذ «طيبة» بهدف توسيع النشاط التجاري والإستحواذ على الحصة الأكبر في السوق، وذلك بموافقة مجلس إدارة الشركة الهدف. كما يمكن أن تكون نية الاستحواذ «عدائية» بهدف الالتفاف على قرارات مجلس إدارة الشركة الهدف المعاكسة لأهداف إستراتيجية لشركة الأكبر المستحوذِة. من أمثلة الاستحواذ العدائي ما قامت به شركة أوراكل أثناء استحواذها على شركة بيبول سوفتPeopleSoft.